# كرستيوس مارناغوس
كرستيوس مارناغوس (باليونانية: Χρίστος Μαραγκός)‏ (9 مايو 1983 بليماسول في قبرص - ) هو لاعب كرة قدم قبرصي في مركز الوسط. شارك مع منتخب قبرص لكرة القدم. أما مع النوادي، فقد لعب مع أبولون ليماسول وأريس تسالونيكي وأنورثوسيس فاماغوستا ونادي أيك لارنكا.

## وصلات خارجية
- كرستيوس مارناغوس على موقع ناشيونال فوتبول تيمز (الإنجليزية)
- كرستيوس مارناغوس على موقع Soccerway.com (الإنجليزية)